# Ekbrokmal
Ekbrokmal, Dystebenna stephensi är en fjärilsart som beskrevs av Henry Tibbats Stainton 1849. Ekbrokmal ingår i släktet Dystebenna och familjen märgmalar, Parametriotidae. Enligt Catalogue of Life är familjetillhörigheten istället  Agonoxenidae. Enligt Dyntaxa är Agonoxenidae en äldre Synonym till Parametriotidae. Enligt den svenska rödlistan är arten sårbar, VU, i Sverige. Arten förekommer  i Skåne, Blekinge, Småland,  Östergötland och Öland. Utanför Sverige finnas arten i Danmark, Mellan- och Sydeuropa, från Storbritannien till södra Ryssland, Krim och Transkaukasien. I Sverige är artens livsmiljö nästan uteslutande områden med gamla, grova ekar, främst på sådana som står solbelysta, exempelvis alléer eller vid isolerade träd som inte är skuggande. Inga underarter finns listade i Catalogue of Life.